# Ксенакис, Томас
Томас Ксенакис (греч. Θωμάς Ξενάκης; 30 марта 1875, Наксос, Южные Эгейские острова — 7 июля 1942, Ориндж, Калифорния) — греческий гимнаст, двукратный серебряный призёр летних Олимпийских игр 1896.
Ксенакис состоял в греческой команде, которая на играх выиграла серебряную медаль в соревнованиях на командных брусьях. Также, он стал вторым в лазании по канату. Он проиграл Николаосу Андриакопулосу только в скорости.